# 821 Fanny
821 Fanny è un asteroide della fascia principale. Scoperto nel 1916, presenta un'orbita caratterizzata da un semiasse maggiore pari a 2,7776449 UA e da un'eccentricità di 0,2071138, inclinata di 5,37803° rispetto all'eclittica.
L'origine del suo nome è sconosciuta.